# Täby Sim
Täby Sim är en simklubb i Täby kommun. Den tränar i Täby simhall som invigdes år 2022. Verksamheten som bedrivs inkluderar simskola, ungdomsgrupper, tävlingsgrupper och vuxensimning. Det finns olika åldersklasser i grupper. År 2022 uppgick medlemsantalet till 2 634.